# Bartolo di Fredi
Bartolo di Fredi   (Siena, 1330 (Gregorià) - Siena, 26 de gener de 1410 (Gregorià)), també conegut com a Bartolo Battiloro, era un pintor italià, nascut a Siena, classificat com a membre de l'Escola sienesa.

## Biografia
Va tenir un important taller i va ser un dels pintors més influents que treballaren a Siena i les ciutats circumdants en la segona meitat del segle xiv. Va formar part del Gremi d'aquella ciutat el 1355; va tenir diversos fills, tots morts abans que ell, llevat d'Andrea di Bartolo. Va ser company d'Andrea Vanni des de 1353, i el va ajudar a decorar la Sala de Consell a Siena, el 1361. Des de 1356 va treballar a la Col·legiata, o església principal, de San Gimignano, a uns 30 km de Siena, on va pintar tot el costat de la nau esquerre amb una sèrie de frescos d'escenes de l'AnticTestament, una feina que va finalitzar, signar i datar el 1367. El 1366 el Consell de la ciutat de Sant Gimignano li va encarregar una pintura, representant Dos Monjos de l'orde de Sant Agustí per a ser col·locada al Palau Público, per tal de commemorar la fi d'algunes disputes històriques entre aquella orde i la ciutat. A començaments de 1367 va ser contractat a Siena amb Giacomo di Mino per decorar la catedral. El 1372 va aconseguir una posició en el govern de la ciutat, i va ser enviat per donar la benvinguda al nou podestà a la seva arribada a Siena. El 1381 va esdevenir membre del Consell, i el 1382 va executar el Davallament de la Creu ara a la Sagristia de Sant Francesc, Montalcino. La mateixa església també posseeix els retaules pintats per ell amb el Bateig de Crist, figures dels sants Pere, Pau, i Francesc, i cinc escenes de la vida de Sant Felip de Montalcino. El 1389, Bartolo, assistit per Luca Thome, va pintar l'altar del gremi dels Sabaters, a la Catedral, i des d'aquell any fins a la seva mort va fer altres retaules per la catedral i altres esglésies de Siena, tots ells actualment desapareguts.
El seu estil és marcat pel rebuig de les figures concretes associades amb Pietro Lorenzetti per decantar-se a favor de composicions decoratives més planes en la línia de Simone Martini i Duccio. Va combinar un esperit de fantasia amb detalls singulars.

## Obra
El Honolulu Museu d'Art, el Museu de Comtat del Los Angeles d'Art, el Louvre, el Museu Nacional de Sèrbia, el Museu Metropolità d'Art, el Musée des pretendents-arts de Chambéry, el Musée du Petit Palais d'Avinyó, el Museo Civico e Diocesano d'Arte Sacra de Montalcino, el Museu de Belles Arts de Boston i el Fralin museu d'Art estan entre les col·leccions públiques amb pintures de Bartolo di Fredi.

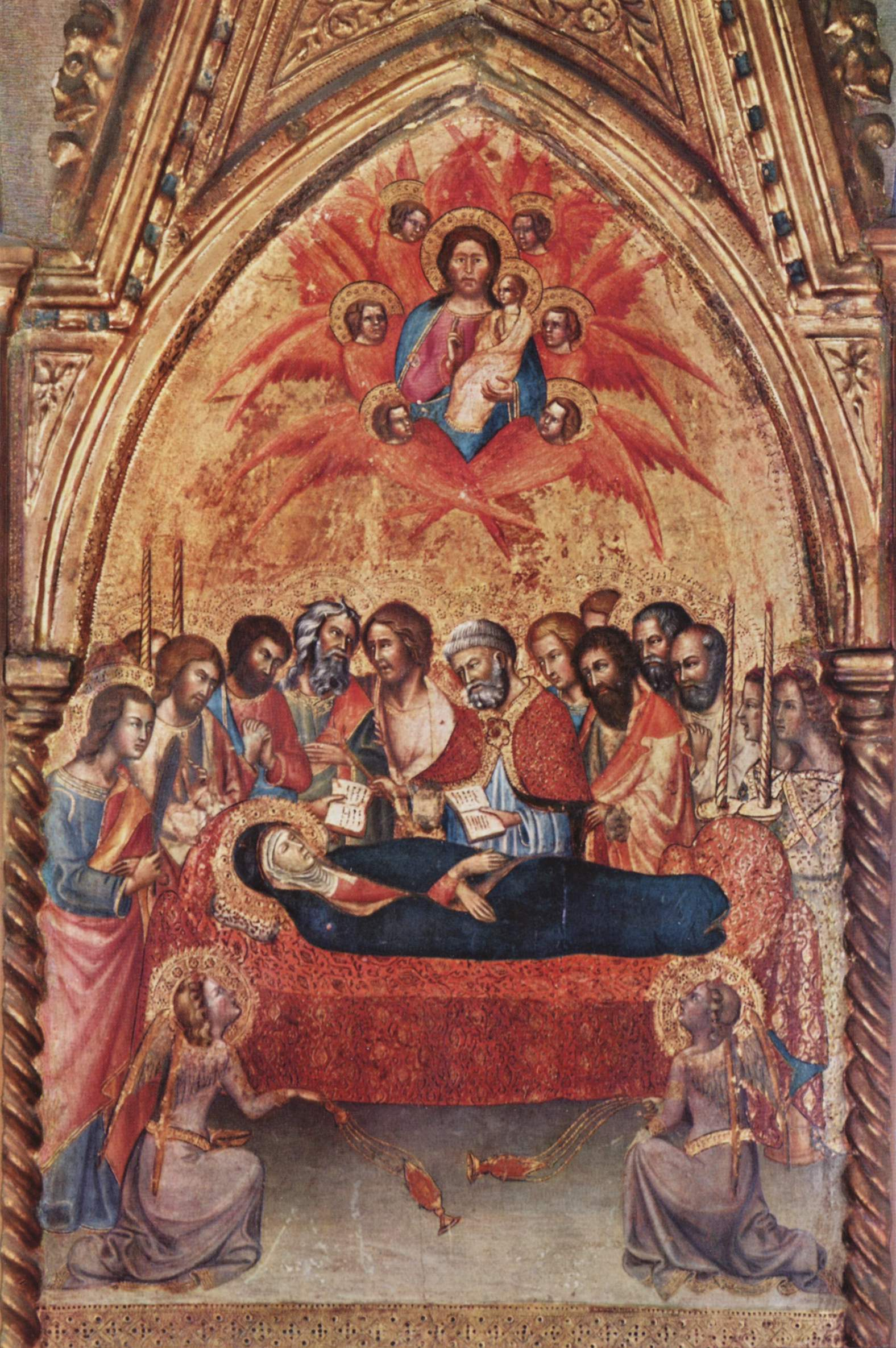
Detall del tríptic La Coronació de la Verge (1388) Tremp sobre taula, Museo Civico e Diocesano d'Arte Sacra, Montalcino
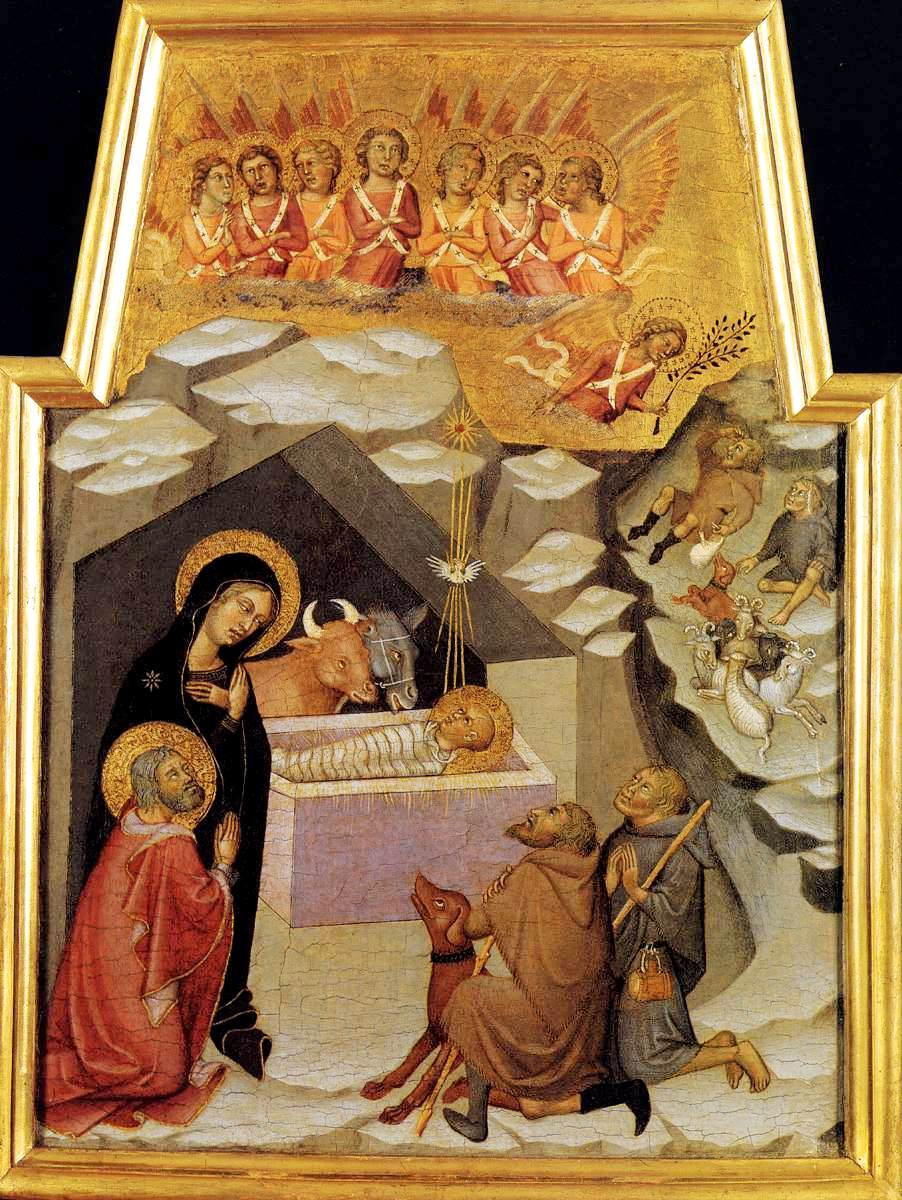
Nativitat i l'Adoració dels Pastors (1383)
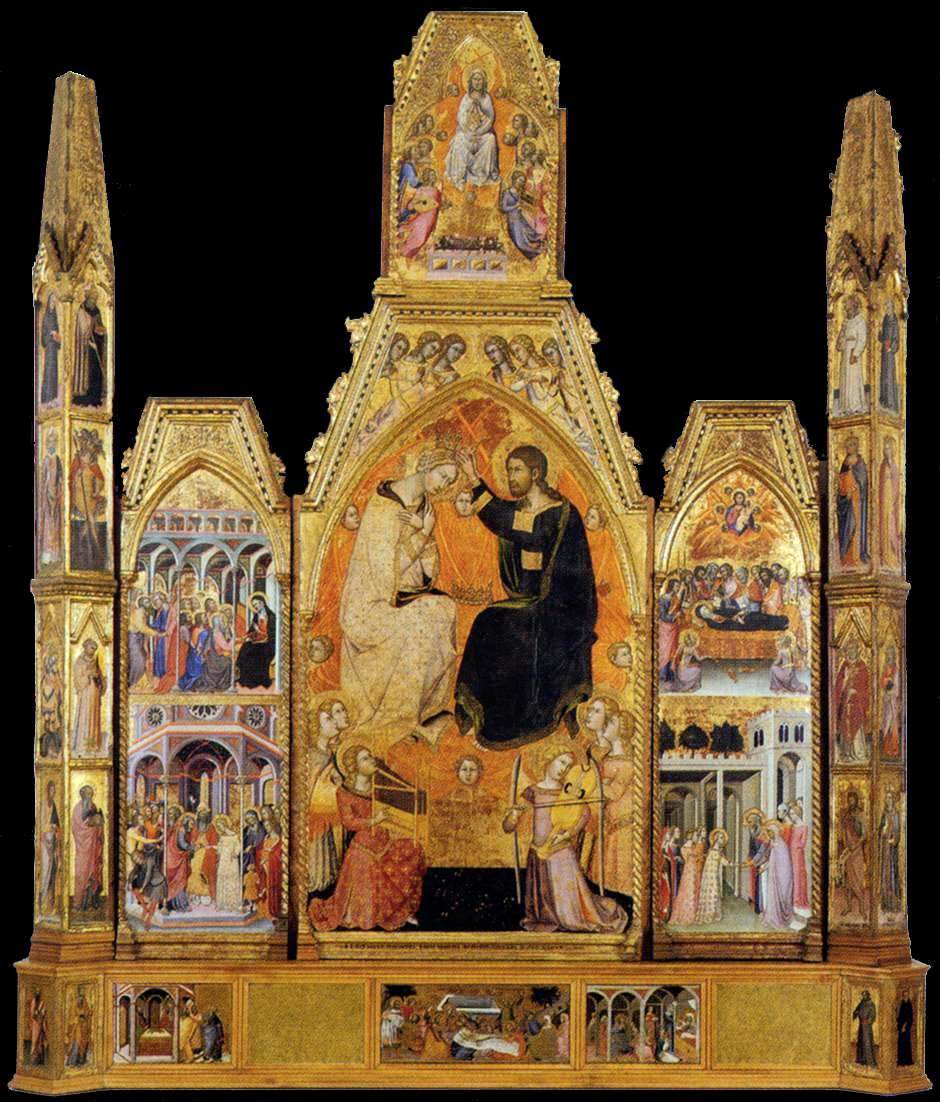
Coronació de la Verge (1388)
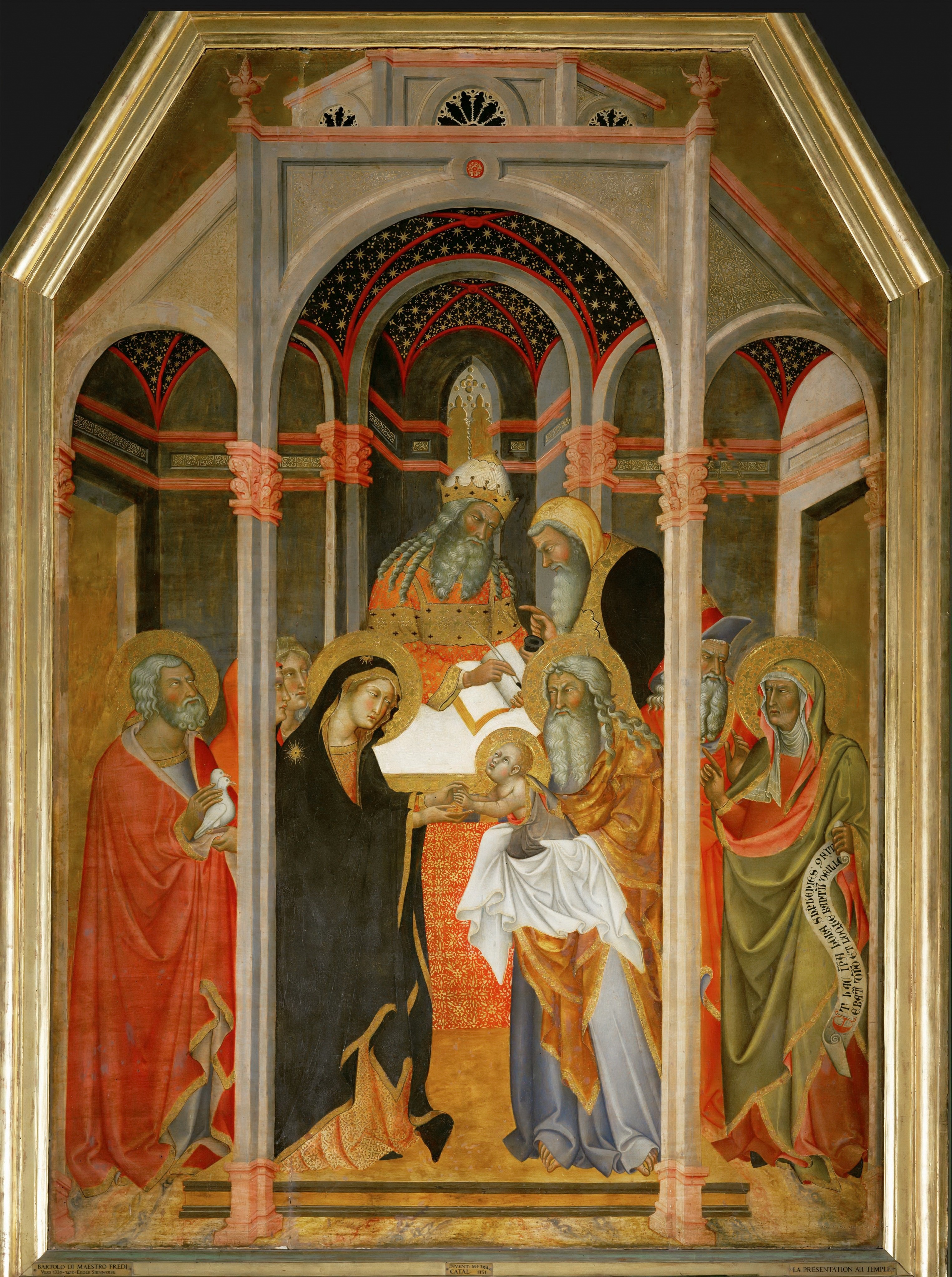
Presentació en el Temple (1388)